# آنا شينو
آنا شينو، ولدت باسم تشن شنغ ماي، 陳香梅 (بينيين تشن شيانغمي؛ سنة الميلاد الفعلية 1923، لكن جرى تسجيل ميلادها في 23 يونيو 1925 - 30 مارس 2018)، والمعروفة أيضًا باسم آنا تشن شينو أو آنا تشين شينو، كانت مراسلة حربية وعضوًا جمهوريًا بارزًا في اللوبي الصيني الأمريكي. تزوجت من الجنرال كلير شينو الطيار الأمريكي في الحرب العالمية الثانية.
يحيط الجدل بآنا شينو للدور الحاسم الذي ربما لعبته نيابة عن حملة ريتشارد نيكسون الرئاسية عام 1968 في السعي لتأخير مفاوضات السلام في حرب فيتنام، من أجل تعزيز فرص نيكسون في الفوز.

## حياتها المبكرة
ولدت تشين في بكين في 23 يونيو عام 1923. وفي عام 1935 جرى إرسال والدها الذي كان دبلوماسيًا ليكون القنصل الصيني في مكسيكالي في المكسيك، لكنه لم يكن قادرًا على إحضار عائلته الكبيرة إلى مكان عمله. وقد أرسل زوجته وأطفاله إلى مستعمرة التاج البريطاني في هونغ كونغ للعيش مع والدته خوفًا من أن الحرب بين اليابان والصين كانت على وشك الاندلاع. وفي عام 1938 توفيت والدة تشين، وباعتبارها الأخت الكبرى أصبحت تشين تمثل شخصية الأم بالنسبة لأخواتها الأصغر سنًا. وحين كانت فتاة صغيرة أخبرها اثنان من معلميها أن عيد ميلادها يصادف «اليوم الخامس من القمر الخامس» في التقويم الصيني، ما يعني أنه من المقدر لها أن تصبح كاتبة. وفي صباح يوم 8 ديسمبر من عام 1941 كانت تشين تحضر الفصل في مدرسة سانت بول الثانوية عندما اضطرت للاختباء في الملجأ، حيث قصف اليابانيون المدرسة. وشهدت تشين معركة هونغ كونغ حيث حارب الغزاة اليابانيون القوات البريطانية والهندية والكندية، وانتهت باستسلام هونغ كونغ في يوم عيد الميلاد. وفي غضون ذلك أمضت تشين الكثير من الوقت مختبئة لتجنب القنابل والقذائف مع اشتعال النيران في هونغ كونغ. وقد هربت تشين وأخواتها الخمس من هونغ كونغ إلى غويلين في «الصين الحرة» هربًا من اليابانيين. ثم التحقت بجامعة لينغنان التي كان مقرها المعتاد في هونغ كونغ لكنها انتقلت إلى «الصين الحرة» آنذاك. وعاشت تشين وأخواتها كلاجئات فقيرات خلال سنوات الحرب، وكثيرًا ما اضطررن إلى تناول الأرز المليء بالسوس للبقاء على قيد الحياة. وتذكرت تشين أن رغبتها الشديدة في النجاح ككاتبة كانت تهدف إلى الهروب من مكانتها المتدنية كامرأة صينية فقيرة في الصين في زمن الحرب.
حصلت تشين على درجة البكالوريوس في اللغة الصينية من جامعة لينغنان في عام 1944. وكانت مراسلة حربية لوكالة الأنباء المركزية منذ عام 1944 حتى عام 1948 وكتبت لصحيفة هسين مينغ ديلي نيوز في شنغهاي منذ عام 1945 حتى عام 1949. وأثناء زيارتها لأختها سينثيا تشن الممرضة في الجيش الأمريكي في كونمينغ، التقت الجنرال كلير شينو رئيس مجموعة النمر الطائر. وأثناء عملها كصحفية في عام 1944 أجرت تشين البالغة من العمر 21 عامًا مقابلة مع الجنرال شينو، وهو الرجل الذي كان يُنظر إليه على نطاق واسع في الصين على أنه بطل حرب قام بحماية الشعب الصيني من القصف الياباني منذ عام 1937. وبعد المقابلة تناولت تشين الشاي مع شينو، الذي ترك سلوكه المهذب وسحره الجنوبي شعورًا «بالرهبة»، كما تذكرت لاحقًا.

## زواجها
تزوجت تشين شيانغمي بشينو الذي كان يكبرها باثنين وثلاثين عامًا في ديسمبر عام 1947. وفي عام 1946 طلق شينو زوجته الأولى نيل تومسون التي تزوجها عام 1911 في وينزبورو في لويزيانا، وأم أطفاله الثمانية. وتوفيت أصغرهن روزماري شينو سيمرال في أغسطس عام 2013. وكان لدى آنا شينو طفلتان هما كلير آنا (ولدت في فبراير 1948) وسينثيا لويز (ولدت عام 1950). وبعد الحرب أصبح زوجها من المشاهير إلى حد ما. وكان مدخنًا شرهًا، وتوفي عام 1958 بسرطان الرئة. وقسمت عائلة شينو وقتها بين تايبيه ومونرو في لويزيانا، حيث أصبحت آنا شينو أول شخص غير أبيض يستقر في حي كان يسكنه البيض بالكامل في السابق؛ وأدى وضع الجنرال شينو كبطل حرب إلى إسكات الاعتراضات على زوجته الصينية. وفي ذلك الوقت منع قانون غير البيض من الاستقرار في حي مونرو الذي اشترى فيه الجنرال شينو منزله، كما جعل قانون مكافحة الاختلاط زواجهما غير قانوني في لويزيانا، لكن لم يجرؤ أحد على مقاضاته لإحضار آنا معه إلى الحي.
كان الجنرال شينو محبًا للصينيين ومعجبًا بشدة بشيانج كاي شيك، وفي الأربعينيات من القرن العشرين انضم إلى اللوبي الصيني، وهو مجموعة غير رسمية ومتنوعة من الصحفيين ورجال الأعمال والسياسيين والمثقفين ورجال الكنيسة البروتستانت الذين اعتقدوا أنه في مصلحة الولايات المتحدة أن تدعم نظام الكومينتانغ. وكان شيانج قد اعتنق الميثودية ليتزوج بزوجته الثالثة سونغ لينغ مايو في عام 1927، ولمعظم حياته كانت الجماعات البروتستانتية الإنجيلية الأمريكية تنظر إلى شيانج على أنه الأمل المسيحي العظيم للصين، والرجل الذي سيقوم بتحديث الصين وتغريبها. وبعد خسارة حزب الكومينتانغ الحرب الأهلية الصينية كان هناك الكثير من الغضب من قبل السياسيين اليمينيين الأمريكيين بشأن «خسارة الصين»، وعلى الرغم من أن اللوبي الصيني لم يكن حزبيًا رسميًا، إلا أن اللوبي الصيني كان يميل نحو اليمين بعد عام 1949. وقد صور اللوبي الصيني نسخة مثالية من حكومة الكومينتانغ التي تعرضت للخيانة بلا رحمة من قبل إدارة ترومان، والتي جرى تصويرها على أنها غير كفؤة للسماح بخسارة الصين أو حتى للسماح للعملاء السوفييت المزعومين بتنفيذ سياسة الولايات المتحدة تجاه الصين. وفي عشاء عام 1952 استضافه السفير القومي الصيني في واشنطن العاصمة وحضره أعضاء مجلس الشيوخ باتريك مكاران وويليام نولاند وجوزيف مكارثي وجميعهم من أنصار اللوبي الصيني، بدأ ذلك العشاء بنخب «العودة إلى البر الرئيسي!»
في نهاية المطاف تبعت آنا شينو زوجها إلى اللوبي الصيني، وبحلول عام 1955 كانت تلقي بانتظام خطابات تدعو إلى الدعم الأمريكي لشيانج وتايوان بالإضافة إلى عودة حزب الكومينتانغ إلى البر الرئيسي الصيني. وكانت تجيد اللغة الإنجليزية ومتحدثة متمكنة، وباعتبارها امرأة صينية أمريكية من المفترض أنها في وضع يمكنها من معرفة ما هو الأفضل للصين، وأصبحت شينو شخصية مشهورة في اللوبي الصيني من خلال خطاباتها. وبعد أن تحدثت في دالاس في مايو 1955، وصفت افتتاحية دالاس مورنينغ نيوز شينو بأنها «شخصية تستحق الاستماع إلى آرائها» و«شخصية بارزة بمؤهلاتها، بالميراث والإنجاز، وكذلك بالزواج».